# Tincques
Tincques là một xã ở tỉnh Pas-de-Calais, vùng Hauts-de-France của Pháp.

## Địa lý
Tincques tọa lạc 15 dặm (24,1 km) phía tây Arras, tại giao lộ của các tuyến đường N39 và D77.

## Dân số
| 1962                                                         | 1968 | 1975 | 1982 | 1990 | 1999 | 2006 |
| ------------------------------------------------------------ | ---- | ---- | ---- | ---- | ---- | ---- |
| 711                                                          | 734  | 736  | 703  | 738  | 811  | 1061 |
| Số liệu điều tra dân số từ năm 1962: Dân số không tính trùng |      |      |      |      |      |      |

## Địa điểm nổi bật
- Nhà thờ St.Hilaire, thế kỷ 17.
- Lâu đài thế kỷ 17.